# Франсоа Оланд
Франсоа Жерар Жорж Никола Оланд (фр. François Gérard Georges Nicolas Hollande; Руан, 12. август 1954) је бивши председник Француске и бивши су-кнез Андоре, француски политичар, члан Социјалистичке партије, као чији је кандидат победио на изборима за председника државе. У првом кругу избора имао је 28,63% процената гласова, 1,5% више од главног противкандидата, тадашњег председника Николе Саркозија. У другом кругу је освојио 51,67% процената гласова и постао председник Француске.
Франсоа Оланд је 11. јануара 2013. одобрио захтев владе Малија за страну помоћ и наредио француској војсци да се укључи у сукоб.

## Председник Француске (2012–2017)
Оланд је инаугурисан 15. маја 2012, а недуго затим је именовао Жан-Марка Ероа за свог премијера. Био је први председник из Социјалистичке партије откако је Франсоа Митеран напустио функцију 1995. Председник Француске Републике је један од два заједничка шефа држава Кнежевине Андоре. Оланд је био домаћин посете Антонија Мартија, шефа владе, и Висенса Матеуа Заморе, лидера парламента.
Такође је именовао Беноа Пугу за начелника војног штаба, Пјера-Ренеа Лемаса за свог генералног секретара и Пјера Беснара за шефа кабинета. Оландов комплетни Савет министара постао је први икада у Француској који је показао родни паритет, са 17 мушкараца и 17 жена, а сваки члан је морао да потпише нови „етички кодекс“ који је поставио значајна ограничења на њихово понашање и компензацију, изнад оних за постојећи закон. Прва мера коју је донела нова влада била је смањење плата председнику, премијеру и осталим члановима владе за 30%.

### Буџет
Оландова економска политика је широка, укључујући подршку стварању европске агенције за кредитни рејтинг, раздвајање кредитирања и улагања у банке, смањење удела електричне енергије произведене нуклеарном енергијом у Француској са 75 на 50% у корист обновљивих извора енергије, спајање пореза на доходак и Општег социјалног доприноса (CSG), стварање додатних 45% за додатни приход од 150.000 евра, ограничавање пореских рупа на максимално 10.000 евра годишње и довођење у питање олакшице солидарности на богатство (ИСФ, Impot de Solidarite sur la Fortune) мера која би требало да донесе 29 милијарди евра додатних прихода. Оланд је такође наговестио своју намеру да примени стопу пореза на доходак од 75% на приходе изнад 1.000.000 евра годишње, да обезбеди обезбеђење развојних фондова за депривирана предграђа и да се врати на дефицит од нула процената БДП до 2017. године. Порески план се показао контроверзним, а судови су га прогласили неуставним 2012. године, да би потом заузели супротан став о преправљеној верзији 2013. године.
Оланд је такође најавио неколико реформи у образовању, обећавајући да ће запослити 60.000 нових наставника, да створи додатак за студирање и обуку на основу провере имовинског стања, и да успостави узајамно користан уговор који би омогућио генерацији искусних запослених и занатлија да буду чувари и наставника млађих новозапослених, чиме је отворено укупно 150.000 субвенционисаних радних места. Ово је допуњено обећањем помоћи малим и средњим предузећима, стварањем МСП-а оријентисаних на улагања јавних банака, и смањењем стопе пореза на добит предузећа на 30% за средња предузећа и 15% за мала.
Оландова влада је најавила планове за изградњу 500.000 јавних домова годишње, укључујући 150.000 друштвених, финансираних удвостручавањем плафона Ливрета А, чиме регион ставља на располагање своје земљиште локалне самоуправе у року од пет година. У складу са дугогодишњом политиком Социјалистичке партије, Оланд је најавио да ће се старосна граница за одлазак у пензију вратити на 60 година, за оне који су давали доприносе више од 41 године.

### Венчање и усвајање од истополних парова
Оланд је такође најавио своју личну подршку истополним браковима и усвајању за ЛГБТ парове, и изнео планове да се бави овим питањем почетком 2013. године. У јулу 2012, премијер Жан-Марк Еро је најавио да ће „у првој половини 2013. право на брак и усвајање бити отворено за све парове, без дискриминације“, потврђујући ово изборно обећање Оланда. Предлог закона о легализацији истополних бракова, познат као Предлог закона бр. 344, представљен је Народној скупштини Француске 7. новембра 2012. Дана 12. фебруара 2013. Народна скупштина је усвојила предлог закона са 329 према 229 гласова. Десничари су се противили закону. Сенат је 12. априла одобрио комплетан предлог закона већином од 171 према 165, уз мање амандмане. Народна скупштина је 23. априла усвојила измењени предлог закона са 331 за и 225 гласова, а након усвајања закона од стране Уставног савета Француске, потписао га је председник Оланд 18. маја 2013. године, уз прва истополна венчања по закону која се одржавају једанаест дана касније.

### Пензиона реформа
Као председник, Оланд је спроводио реформу пензионог система у Француској. Показало се да је процес био веома споран, а чланови парламента, синдикати и општа јавност били су против. Широм Париза одржани су масовни протести и демонстрације. Упркос противљењу, француски парламент је у децембру 2013. усвојио реформу која је имала за циљ да смањи пензиони дефицит за који се очекује да ће достићи 20,7 милијарди евра (28,4 милијарде долара) до 2020. ако се ништа не уради. Уместо да подиже старосну границу за обавезно пензионисање, као што су саветовали многи економисти, Оланд је тежио повећању доприноса, остављајући старосну границу за одлазак у пензију нетакнутом. Реформа је имала тежак пут у парламенту, два пута ју је одбацио Сенат, где Оландова Социјалистичка партија има незнатну већину, пре него што је добила довољну подршку на коначном гласању пред доњим домом парламента. Радници у француском приватном сектору видеће да ће се величина и трајање њихових пензијских доприноса само скромно повећати у оквиру реформе, док ће њихове пензије у великој мери остати нетакнуте.

### Спољни послови
Као председник, Оланд је обећао рано повлачење француских борбених трупа присутних у Авганистану 2012. године. Он се такође обавезао да ће закључити нови уговор о француско-немачком партнерству, залажући се за усвајање Директиве о заштити јавних услуга. Оланд је предложио „убрзање успостављања француско-њемачке државне службе, стварање француско-немачке истраживачке канцеларије, стварање француско-немачког индустријског фонда за финансирање заједничких кластера конкурентности и успостављање заједничког војног штаба „. Поред тога, Оланд је изразио жељу да „уједини позиције председника Европске комисије и Европског савета (које тренутно имају Жозе Мануел Барозо и Херман ван Ромпеј) у једну канцеларију [...] и да га директно бирају“ посланици Европског парламента.
Оланд је 11. јануара 2013. одобрио извршење операције Сервал, која је имала за циљ да сузбије активности исламистичких екстремиста на северу Малија. Интервенција је била популарна у Малију, пошто је Оланд обећао да ће његова влада учинити све што може да „обнови Мали“. Током своје једнодневне посете Бамаку, главном граду Малија, 2. фебруара 2013. године, рекао је да је то „најважнији дан у [његовом] политичком животу“. Године 2014, Оланд је извео неке од ових трупа из Малија и проширио их по остатку Сахела у оквиру операције Баркане, у покушају да обузда џихадистичке милитанте. Дана 27. фебруара 2014, Оланд је био специјални почасни гост у Абуџи, који је примио нигеријски председник Гудлак Џонатан на прослави спајања Нигерије 1914. године, 100-годишњице. У јулу 2014. Оланд је изразио подршку праву Израела да се брани током сукоба између Израела и Газе 2014. и рекао израелском премијеру Бенјамину Нетанјахуу: „Француска оштро осуђује ове агресије [Хамаса].“
Оланд је у септембру 2015. године упозорио бивше земље источног блока да не одбијају обавезне мигрантске квоте ЕУ, рекавши: „Они који не деле наше вредности, они који не желе ни да поштују те принципе, морају да почну да постављају себи питања о својим место у Европској унији“.
Оланд је подржао интервенцију предвођену Саудијском Арабијом у Јемену, поново снабдевајући саудијску војску. Француска је одобрила 18 милијарди долара (16 милијарди евра) у продаји оружја Саудијској Арабији 2015. године. Француска банка БНП Парибас је 2014. пристала да плати казну од 8,9 милијарди долара, највећу икада за кршење америчких санкција Ирану у то време. У октобру 2016, Оланд је рекао: „Када (Европска) комисија крене на Гугл или дигиталне гиганте који не плаћају порезе који би требали у Европи, Америка се увреди. Па ипак, они прилично бесрамно траже 8 милијарди од БНП-а или 5 милијарди од Дојче банка.“

### Рејтинзи одобрења
Анкета IFOP-а објављена у априлу 2014. показала је да је Оландов рејтинг опао за пет поена од претходног месеца марта на 18%, што је пало испод његовог ранијег најнижег нивоа од 20% у фебруару током исте године. У новембру 2014, његов рејтинг је достигао најнижи ниво од 12%, према анкети YouGov. Међутим, након пуцњаве у Чарли Хебду у јануару 2015. године, одобравање Оланда је драматично порасло, достигавши 40% према анкети IFOP-а две недеље након напада, иако је истраживање Ipsos-Le Point почетком фебруара показало да је његов рејтинг поново опао на 30%.
Оланд је најнепопуларнији председник Француске Пете републике. У септембру 2014, његов рејтинг одобравања је пао на 13% према истраживању IFOP/JDD, чиме је постао први француски лидер у модерним временима који је икада прешао праг од 20%. Годину дана пре краја његовог мандата, у априлу 2016, његов рејтинг је био 14 одсто, а истраживања су предвиђала да ће, уколико се кандидује за други мандат, бити поражен у првом кругу председничких избора 2017. До новембра 2016. Оландов рејтинг одобравања је био само 4%.